# سن-ماتیو-دو-ریو، کبک
سَن-ماتیو-دو-ریو (به فرانسوی: Saint-Mathieu-de-Rioux) قصبه‌ای در منطقه شهری له باسک ناحیه با-سن-لوران در استان کبک کانادا است. در سرشماری سال ۲۰۱۱ این قصبه ۶۳۴ نفر جمعیت داشته‌است و مساحت آن ۱۰۲٫۳۵ کیلومتر مربع است.